# Hoffmannseggia pumilio
Hoffmannseggia pumilio là một loài thực vật có hoa trong họ Đậu. Loài này được (Griseb.) B.B. Simpson mô tả khoa học đầu tiên năm 2004.